# Srocza Góra (stanowisko dokumentacyjne)
Srocza Góra otrzymała status stanowiska dokumentacyjnego 19 grudnia 2007 r. uchwałą nr XXI/339/07 Rady Miejskiej w Dąbrowie Górniczej. Stanowisko znajduje się na wzniesieniu o wysokości 329,5 m n.p.m. na pograniczu Strzemieszyc Wielkich i Małych, dzielnic Dąbrowy Górniczej. Zajmuje powierzchnię 12,812 ha.

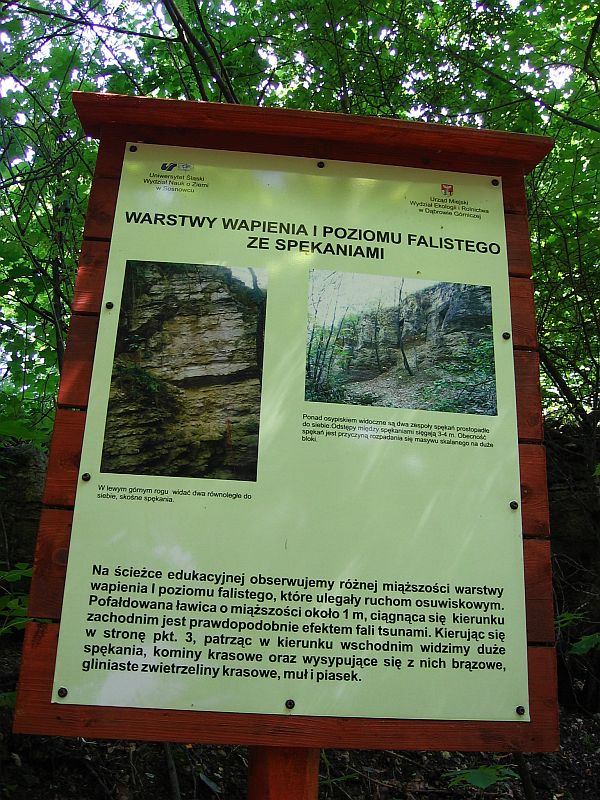
Srocza Góra, stanowisko dokumentacyjne w Dąbrowie Górniczej, tablica informacyjna

## Geologia
Celem ochrony jest zachowanie odsłonięcia triasowej formacji geologicznej ze względu na jej walory naukowe i dydaktyczne. Odsłonięcie to ma długość 300 m i występuje w zachodniej części Sroczej Góry. Umożliwia ono obserwację osadów środkowego triasu sprzed 200 mln lat, w odmianie charakterystycznej dla Europy Środkowej w postaci dolnego wapienia muszlowego.
W północnej części Sroczej Góry znajdują się dwie jaskinie, będące wynikiem eksploatacji wapienia z okresu od lat przed II wojną światową do lat 70. XX w. Na proces powstawania wspomnianych jaskiń mają także wpływ zamróz i samoistne obrywanie się bloków skalnych wewnątrz, a także w małym stopniu zjawiska krasowe.
Na Sroczej Górze utworzono ścieżkę dydaktyczną, umożliwiającą zapoznanie się z informacjami dotyczącymi tego miejsca.

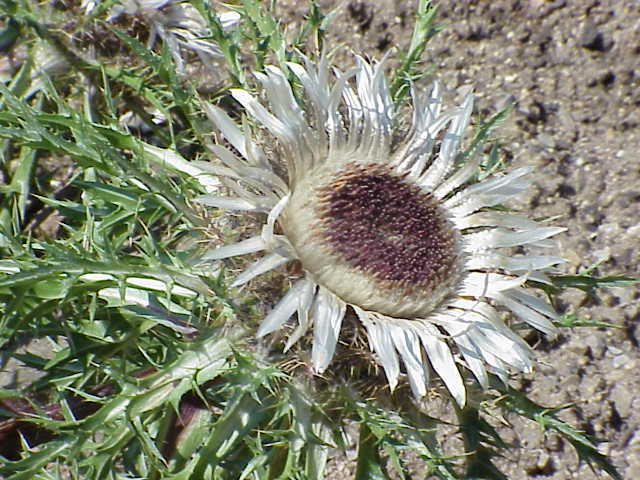
Dziewięćsił bezłodygowy

## Flora
Walorem przyrodniczym Sroczej Góry są występujące tu murawy i zarośla kserotermofilne. Obszar ten ma charakter stepowy.
Występują tu również rośliny rzadkie w regionie oraz będące pod ochroną, np. dziewięćsił bezłodygowy.